# 23. pehotna brigada (Združeno kraljestvo)
23. pehotna brigada je bila pehotna brigada Britanske kopenske vojske, ki je bila udeležena v sirsko-libanonski, zahodnoafriški in burmanski kampanji druge svetovne vojne.

## Organizacija
- 1. bataljon, Kraljevi susseški polk
- 1. bataljon, Esseški polk
- 1. bataljon, Durkhamska lahka pehota
- 2. bataljon, Polk vojvode Wellingtona
- 4. bataljon, Mejni polk